# Walney Rocha
WALNEY DA ROCHA CARVALHO é um político brasileiro filiado ao Partido Social Democrático (PSD)

## Vida política
Vereador de Nova Iguaçu (Estado do Rio de Janeiro)  por dois mandatos (1989 até 1994) depois, eleito para a Assembléia Legislativa do Estado do Rio de Janeiro para quatro legislaturas consecutivas como Deputado Estadual (1994 até 2010). Deputado Federal com duas legislaturas  (2010 até 2019). Atualmente Presidente do PSD Nova Iguaçu.
Votou contra da PEC do Teto dos Gastos Públicos. Em abril de 2017 foi contrário à Reforma Trabalhista. 
Em 2 de agosto de 2017, votou a favor da rejeição da denúncia contra o presidente Michel Temer. E em 25 de outubro de 2017, na segunda denúncia do Temer, novamente votou a favor de Temer.
Atividades Parlamentares:
CÂMARA DOS DEPUTADOS - 55ª Legislatura:
COMISSÃO PERMANENTE:
Comissão de Saúde - CSAUDE: Suplente, 04/03/2015 - 02/02/2016, Comissão de Trabalho - CTRAB: Suplente, 03/05/2016 - 11/07/2016, Comissão de Minas e Energia - CME: Suplente, 08/06/2016 - 02/02/2017, Comissão de Meio Ambiente e Desenvolvimento Sustentável - CMADS: Suplente, 22/03/2017 - 02/02/2018, Comissão de Minas e Energia - CME: Suplente, 03/04/2018 - 31/01/2019, Comissão de Trabalho - CTRAB: Titular, 05/03/2015 - 02/02/2016, Comissão de Ciência, Tecnologia e Inovação - CCTI: Titular, 03/05/2016 - 06/07/2016, Comissão de Trabalho - CTRAB: Titular, 11/07/2016 - 02/02/2017, Comissão de Direitos Humanos, Minorias e Igualdade Racial - CDHMIR: Titular, 22/03/2017 - 02/02/2018, Comissão de Trabalho - CTRAB: Titular, 22/03/2017 - 07/11/2017, Comissão de Ciência, Tecnologia e Inovação - CCTI: Titular, 07/11/2017 - 06/12/2017, Comissão de Trabalho - CTRAB: Titular, 07/12/2017 - 02/02/2018, 03/04/2018 - 31/01/2019,
COMISSÃO ESPECIAL:
PL 1013/11 - MOTORES A DIESEL PARA VEÍCULOS LEVES: Suplente, 10/09/2015 - 31/01/2019, MARCO REGULATÓRIO TRANSPORTE RODOVIÁRIO DE CARGAS: Suplente, 27/10/2015 - 10/03/2016, PL 9796/18 - ENFRENTAMENTO AO HOMICÍDIO DE JOVENS: Suplente, 18/11/2015 - 31/01/2019, PL 4850/16 - ESTABELECE MEDIDAS CONTRA A CORRUPÇÃO: Suplente, 07/07/2016 - 31/01/2019, PEC 200/16 - ISENÇÃO DE IPTU PARA TEMPLOS: Suplente, 11/08/2016 - 31/01/2019, PL 5864/16 - CARREIRA DA RECEITA FEDERAL: Suplente, 22/08/2016 - 31/01/2019, PL 7606/17 - LINHAS DE CRÉDITO ÀS SANTAS CASAS: Suplente, 04/07/2017 - 17/08/2017, PL 4238/12 - PISO SALARIAL DE VIGILANTES: Titular, 18/03/2015 - 31/01/2019, PEC 453/01 - SERVIDOR ADMIN. INDIRETA SER VEREADOR: Titular, 24/03/2015 - 31/01/2019, CRISE HÍDRICA NO BRASIL: Titular, 26/03/2015 - 05/12/2018, PL 1628/15 - DIREITOS DO AGENTE COMUNITÁRIO SAÚDE: Titular, 31/08/2015 - 14/09/2016, FINANCIAMENTO DA ATIVIDADE SINDICAL: Titular, 17/09/2015 - 06/07/2016, CESP - INOVAÇÃO TECNOLÓGICA DA SAÚDE: Titular, 11/07/2016 - 31/01/2019, PL 7419/06 - PLANOS DE SAÚDE: Titular, 06/12/2016 - 31/01/2019, PL 6787/16 - REFORMA TRABALHISTA: Titular, 09/02/2017 - 13/07/2017, PLP 221/98 - ALTERA A LEI KANDIR: Titular, 29/03/2017 - 31/01/2019, PEC 077/03 - TEMPO E COINCIDÊNCIA DE MANDATOS: Titular, 16/05/2017 - 31/01/2019, PEC 022/11 - UNIÃO REMUNERAR AGENTES COMUNITÁRIOS: Titular, 01/06/2017 - 31/01/2019, PL 6726/16 - TETO REMUNERATÓRIO: Titular, 29/08/2017 - 31/01/2019, PEC 333/17 - EXTINGUIR O FORO ESPECIAL: Titular, 03/05/2018 - 31/01/2019,
COMISSÃO EXTERNA:
ADMINISTRADORAS DOS TRECHOS DA BR-040 E DA BR-116: Titular, 20/06/2016 - 27/03/2018, CRISE FISCAL NO ESTADO DO RIO DE JANEIRO: Titular, 10/11/2016 - 31/01/2019, PREVENÇÃO DE DESASTRES E AUXÍLIO ÀS VÍTIMAS NO RJ: Titular, 30/11/2016 - 31/01/2019, INTERVENÇÃO NA SEGURANÇA PÚBLICA DO RIO DE JANEIRO: Titular, 06/03/2018 - 31/01/2019,
COMISSÃO PARLAMENTAR DE INQUÉRITO:
CPI - MÁFIA DAS ÓRTESES E PRÓTESES NO BRASIL: Titular, 19/03/2015 - 15/07/2015, CPI - DPVAT: Titular, 31/05/2016 - 29/09/2016,
GRUPO DE TRABALHO:
GRUPO DE TRABALHO TAXISTAS E APLICATIVOS DIGITAIS: Suplente, 10/11/2016 - 08/03/2017,
CÂMARA DOS DEPUTADOS - 54ª Legislatura:
COMISSÃO PERMANENTE:
Comissão de Desenvolvimento Urbano - CDU: 1º Vice-Presidente, 06/03/2013 - 26/02/2014, Comissão de Turismo - CTUR: Suplente, 01/03/2011 - 31/08/2011, Comissão de Saúde - CSAUDE: Suplente, 07/03/2012 - 02/02/2013, 05/03/2013 - 03/02/2014, Comissão de Trabalho - CTRAB: Suplente, 05/03/2013 - 03/02/2014, Comissão de Viação e Transportes - CVT: Suplente, 25/02/2014 - 23/04/2014, 27/08/2014 - 31/01/2015, Comissão de Trabalho - CTRAB: Titular, 01/03/2011 - 31/01/2012, 07/03/2012 - 02/02/2013, Comissão de Desenvolvimento Urbano - CDU: Titular, 05/03/2013 - 03/02/2014, Comissão de Trabalho - CTRAB: Titular, 25/02/2014 - 23/04/2014, Comissão de Legislação Participativa - CLP: Titular, 11/03/2014 - 30/04/2014, 27/08/2014 - 31/01/2015, Comissão de Trabalho - CTRAB: Titular, 02/09/2014 - 31/01/2015,
COMISSÃO ESPECIAL:
PLP 221/12 - ALTERA O ESTATUTO DA MICROEMPRESA: Suplente, 11/06/2013 - 07/08/2014, PL 5627/13 - TERRENOS DE MARINHA: Suplente, 10/07/2013 - 31/01/2015, PEC 309/13 - SEGURIDADE SOCIAL DOS CATADORES: Suplente, 06/05/2014 - 31/01/2015, PL 4238/12 - PISO SALARIAL DE VIGILANTES: Suplente, 14/05/2014 - 31/01/2015, PL 7370/14 - REPRESSÃO AO TRÁFICO DE PESSOAS: Suplente, 15/05/2014 - 31/01/2015, CATÁSTROFES CLIMÁTICAS: Titular, 10/03/2011 - 06/12/2011, PEC 010/95 - SISTEMA DISTRITAL MISTO: Titular, 26/05/2011 - 31/01/2015, PL 2565/11 - ROYALTIES DO PETRÓLEO E SIMILARES: Titular, 06/11/2012 - 30/11/2012, PEC 479/10 - ACESSO A INTERNET AOS CIDADÃOS: Titular, 10/07/2013 - 30/04/2014, PEC 090/11 - TRANSPORTE COMO DIREITO SOCIAL: Titular, 28/08/2013 - 31/01/2015, PL 6583/13 - ESTATUTO DA FAMÍLIA: Titular, 25/03/2014 - 30/04/2014,
COMISSÃO EXTERNA:
DISPAROS CONTRA O JORNALISTA RICARDO GAMA NO RIO: Titular, 29/03/2011 - 31/01/2015,
COMISSÃO PARLAMENTAR DE INQUÉRITO:
CPI - TRABALHO INFANTIL: Titular, 25/09/2013 - 30/04/2014.
Mandatos Externos:
Vereador(a), RJ, Partido: PDT, Período: 1989 a 1992; Vereador(a), RJ, Partido: PDT, Período: 1993 a 1994; Deputado(a) Estadual, RJ, Partido: PDT, Período: 1995 a 1998; Deputado(a) Estadual, RJ, Partido: PMDB, Período: 1999 a 2002; Deputado(a) Estadual, RJ, Partido: PMDB, Período: 2003 a 2006; Deputado(a) Estadual, RJ, Partido: PAN, Período: 2007 a 2010.
Atividades Profissionais e Cargos Públicos:
Presidente, Companhia Estadual de Terminais Rodoviários, Rio de Janeiro, RJ, 2005; Secretário Municipal, Secretaria Municipal de Saúde, Nova Iguaçu, RJ, 2007 - 2008; Secretário Municipal, Secretaria Municipal da Fazenda, Nova Iguaçu, RJ, 2008.